# Identität (Pharmazie)
Die korrekte Identität eines Arzneistoffes in einem Arzneimittel ist für dessen pharmakologische Wirkung von entscheidender Bedeutung und ein wichtiges Qualitätsmerkmal. Die chemische oder physikalisch-chemische Identifizierung des Arzneistoffes im Arzneimittel dient der Bestätigung, dass in der Produktion der richtige Wirkstoff eingesetzt wurde.
Als Ergebnis der Identitätsprüfung kann es nur eine Ja/Nein-Antwort geben.
Die Identifizierung der Arzneistoffes ist ein unverzichtbarer Prüfpunkt im Rahmen des Qualitätsmanagements des pharmazeutischen Produzenten und ist juristisch notwendig. Pharmakopöen und Zulassungsverordnungen verlangen Prüfungen auf Identität des Arzneistoffs.
Für eine sichere Identitätsprüfung sind selektive oder spezifische Prüfmethoden unverzichtbar. Oft werden dabei chromatographische und spektroskopische Analysenverfahren eingesetzt, wie z. B.
- Dünnschichtchromatographie in Verbindung mit mehreren Ansprühverfahren,
- HPLC mit spezifischen Detektoren,
- Gaschromatographie mit selektiven Detektoren,
- Infrarotspektroskopie (auch Vergleich mit Standardspektren) und
- Kernresonanzspektroskopie.

Oft werden auch Kombinationen von chromatographischen und spektroskopischen Methoden zur Identitätsprüfung eingesetzt.

## Identität der Hilfs- und Farbstoffe in der Pharmaindustrie
Hilfs- und Farbstoffe werden in der Herstellung von Arzneimitteln häufig ebenfalls einer Identitätsprüfung unterworfen. Bei einer Verwechslung dieser Komponenten wird die Qualität des Arzneimittels negativ beeinflusst, z. B. durch eine falsche Farbe, schlechte Haltbarkeit, nicht vorhandene Retard-Wirkung oder allergische Reaktionen beim Patienten.